# Patrick Juvet

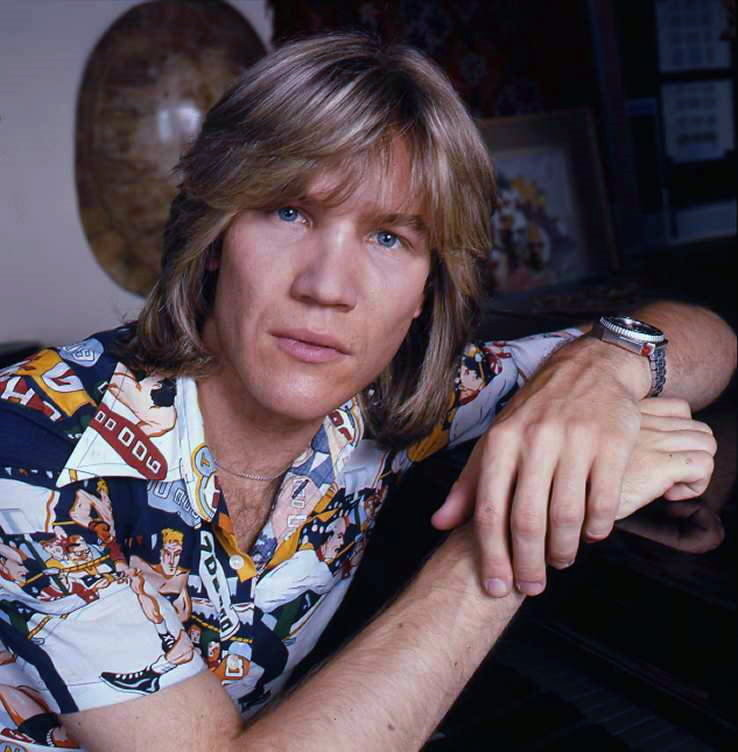
Patrick Juvet (1976)

Patrick Juvet (* 21. August 1950 in Montreux; † zwischen dem 29. März und dem 1. April 2021 in Barcelona) war ein Schweizer Sänger, Pianist und Songschreiber. Er hat nahezu alle seine Lieder selbst komponiert und nahm zahlreiche Platten in den Bereichen Chanson, Disco und Pop auf. Zu seinen grössten Hits gehören La musica (1972), Sonia, Toujours du cinéma (1973), Rappelle-toi minette (1974), Faut pas rêver (1976), Les bleus au cœur, Où sont les femmes? (1977), I Love America (1978) und Lady Night (1979).

## Leben
Juvet begann in den 1970er Jahren in Frankreich als chanteur à minettes, als singender blonder Mädchenschwarm. Seine erste Single Romantiques pas morts erschien 1971. Sein erster Hit La musica wurde in mehreren Sprachen, darunter deutsch und spanisch, in rund zehn Ländern veröffentlicht. Als er 1973 mit dem zusammen mit Pierre Delanoë geschriebenen Lied Je vais me marier, Marie für die Schweiz als Ersatzmann für die disqualifizierte Monica Morell beim Eurovision Song Contest 1973 antrat und abgeschlagen auf dem zwölften Platz landete, schien die europaweite Karriere zunächst beendet zu sein. Anders in Frankreich, wo selbst Je vais me marier, Marie ein Hit war. Hier galt Juvet zunächst als Antwort auf Teen-Idol David Cassidy, dessen Skandalpose auf dem Titel des Rolling Stone er für eine Jugendzeitschrift nachstellte. Beim britischen Glam Rock (David Bowie, T. Rex) machte er nicht nur musikalische Anleihen, er trat ebenfalls in Pailletten und mit Make-up auf und bezeichnete sich als bisexuell. Der Durchbruch zum Star gelang ihm Ende 1973 mit einem aufsehenerregenden Auftritt im Pariser Olympia, der in der Reihe Musicorama des beliebten Radiosenders Europe No. 1 ausgestrahlt und wenig später auch als Schallplatte veröffentlicht wurde. Mit seinem Backgroundsänger Daniel Balavoine nahm Juvet das ambitionierte Konzeptalbum Chrysalide auf, während in der Publikumsgunst weiterhin seine eingängigen romantischen Schlager hoch im Kurs standen.
Le lundi au soleil aus seiner Feder wurde ein grosser Erfolg für Claude François und gehörte zu den Hits des Jahres 1972 in Frankreich. Auch Dalida nahm mit L'amour qui venait du froid einen Titel von Juvet auf. Es handelt sich dabei um eine textlich veränderte Version seines Hits Sonia.
Der Imagewechsel gelang dann in Zusammenarbeit mit Jean Michel Jarre, der für die LPs Love (1973), Mort ou vif (1976) und Paris by Night (1977) die meisten Texte schrieb und für die Produktion verantwortlich war. Mit namhaften Studiomusikern (u. a. Lee Ritenour, Klaus Voormann) in US-amerikanischen Studios eingespielt, umfasste das Repertoire von Juvet nun sowohl Balladen als auch Tanznummern wie Où sont les femmes?, ein Klassiker der französischsprachigen Discomusik.
Seinen größten kommerziellen Erfolg und internationalen Ruhm über den französischen Sprachraum hinaus erreichte Juvet 1978 mit dem englischen I Love America (Label Pye Records). In mehr als 15 Ländern, darunter die USA und Grossbritannien, gelangte er in die Hitparaden. Die Produktion trug die prägnante Handschrift der Disco-Routiniers Jacques Morali und Henri Belolo (Village People, Ritchie Family) und zeigte wenig von Juvets Talent als Komponist. Die nachfolgende LP, Lady Night (mit einem Cover vom Andy-Warhol-Fotografen Christopher Makos) mit dem gleichnamigen Hit, verkaufte sich 1979 nur in Europa gut. Ebenfalls 1979 erschien der von Juvet komponierte Soundtrack zum zweiten David-Hamilton-Film Die Geschichte der Laura M.

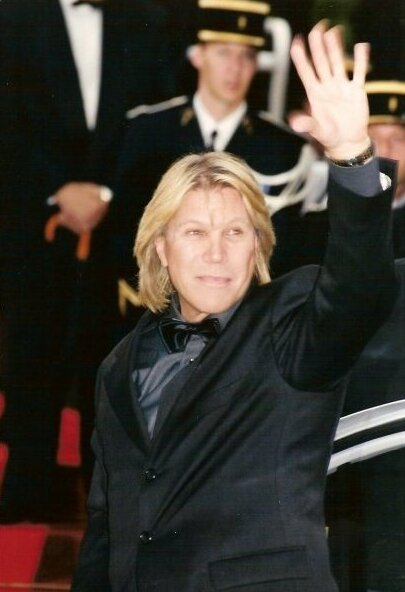
Juvet bei den 54. Filmfestspielen von Cannes (2001)

Am Ende der Discowelle kämpfte Juvet mit Drogenproblemen. Ein Konzeptalbum zwischen Mainstream- und Bombast-Rock floppte. Für seine Rückkehr zum französischen Pop auf Rêves immoraux schrieben ihm Pierre Grillet, Nicolas Peyrac und Jean-Loup Dabadie die Texte. Doch auch mit dieser LP, produziert vom Queen-Produzenten David Richards, konnte Juvet an die früheren Erfolge nicht mehr anknüpfen. Mehrere Comebackversuche mit gelegentlichen Singleveröffentlichungen in den 1980er Jahren scheiterten. Für sein bislang letztes Album erhielt Juvet 1991 prominente Unterstützung von Marc Lavoine, Luc Plamondon und Françoise Hardy, doch die Verkäufe blieben weit hinter den Erwartungen zurück.
Mehr Aufmerksamkeit wurde ihm im Zuge des Disco-Revivals Mitte der 1990er Jahre zuteil. Seine Best of von 1995 war ein Erfolg in Belgien. Juvet tingelte seither mit einem Medley seiner Hits vornehmlich durch die französische Provinz und gelegentlich durch TV-Shows.
In seiner Autobiographie enthüllte Juvet seine unerwiderte Liebe zu Jean Michel Jarre. Zuvor war eine gescheiterte Beziehung zur Hollywood-Schauspielerin Melanie Griffith immer wieder Thema der Klatschpresse gewesen.
Juvet wurde am 1. April 2021 in seiner Wohnung in Barcelona im Alter von 70 Jahren tot aufgefunden. Die Autopsie ergab einen Herzstillstand, er wurde in Barcelona kremiert und seine Asche in die Schweiz zurückgeführt.

## Trivia
Die französische Punkband Les Wampas veröffentlichte 2000 ein Spottlied auf Patrick Juvet; 2003 trat Juvet in ihrem Video Manu Chao auf.

## Diskografie
Alben
- 1973: La musica
- 1973: Love
- 1974: PJ vous raconte son rêve – Olympia 1973
- 1974: Chrysalide
- 1976: Mort ou vif
- 1977: Paris By Night
- 1978: Got a Feeling – I Love America
- 1979: Lady Night
- 1979: Die Geschichte der Laura M (Filmmusik)
- 1980: Live
- 1981: Still Alive
- 1981: Rêves immoraux
- 1991: Solitudes

Kompilationen
- 1988: Master Série
- 1995: Best Of
- 2000: Best of Disco
- 2002: L’essentiel

## Auszeichnungen für Musikverkäufe
| Goldene Schallplatte - Frankreich - 1978: für das Album Paris By Night - 1978: für das Album Got a Feeling – I Love America - Kanada - 1978: für die Single Où sont les femmes |

| Land/RegionAuszeichnungen für Musikverkäufe (Land/Region, Auszeichnungen, Verkäufe, Quellen) | Gold     | Platin | Verkäufe | Quellen         |
| -------------------------------------------------------------------------------------------- | -------- | ------ | -------- | --------------- |
| Frankreich (SNEP)                                                                            | 2× Gold2 | —      | 200.000  | infodisc.fr     |
| Kanada (MC)                                                                                  | Gold1    | —      | 75.000   | musiccanada.com |
| Insgesamt                                                                                    | 3× Gold3 | —      |          |                 |

## Autobiographie
- 2005: Les bleus au cœur